# 一国一制
一国一制，即一个中华人民共和国，同一社会主义制度，与一国两制相对。意指香港或未来统一台湾后，廢除特別行政區，由中央人民政府直接統治的情況。这是习近平2012年就任中共中央总书记成为最高领导人后，境外多次提出並聲稱的政治观点。此外，有外界建制派與自由派人士对在香港推行“一国一制”表态支持或反對。然而，相比於民間的熱情，以及反共人士的議論，这一观点并非中国共产党中央委员会和中华人民共和国政府的官方立场，也並非可行的方向；例如在2019年香港反送中運動期间，中共官媒《环球时报》社评对这一观点进行过具体的批驳。中华人民共和国人士亦或着重强调“一国两制”的“一国”不容讨论，“一国”是“两制”的首要前提。
2020年5月28日，第十三届全国人大三次會議通过《涉港决议》。6月30日，全國人大常委會通過《港版國安法》。全国人大的立法行动引起了，包括美國政府在内的西方質疑，認為香港“原來的一國兩制已經變成一國一制”。2021年3月，第十三屆全國人大四次會議通過《關於完善香港選舉制度的決定》，不少香港政治立場上反共的市民便提出一國一制，認為此舉“完全顛覆了香港選舉制度”，象徵“一國兩制正式邁向一國一制”。2022年，針對未來是一國一制或是兩制的規劃，在中共二十大中經組織研究討論，提出了準確、堅定不移貫徹一國兩制，確立實踐行穩致遠的方針。

## 背景
1980年代，中共第二代领导人邓小平为解决台湾问题提出一国两制。另一位领导人叶剑英在1981年提出设立台湾特别行政区。1982年通过的《中华人民共和国宪法》给予政府设立特别行政区的法律许可。此后，“和平统一、一国两制”和设立台湾特别行政区一直是中华人民共和国政府解决台湾问题的方针和构想，并被历代党和国家领导人重申，至今未变。1990年代，香港、澳门回归后，一国两制及特别行政区制度落地实行。
另一方面，1980年代时，中国大陸经济水平落后，与港台及西方国家差距巨大。包括中国共产党党内，中国大陸社会和知识分子形成对中国及中华文明的全面批判和否定。中国共产党的执政、即中华人民共和国政府和社会主义制度的合法性受到全面冲击。为此，中国共产党在1986年开启反对资产阶级自由化的运动。实际上，党内民主派和知识分子要求中国大陸全面效仿西方资本主义制度，实现中国全盘西化的风潮并未停止。1988年，刘晓波在接受采访时称，除中国大陸应当接受全盘西化外，提出中国大陸需成为西方国家“三百年殖民地”的观点。他认为“香港一百年殖民地变成今天这样，中国那么大，当然需要三百年殖民地，才会变成今年香港这样，三百年够不够，我还有怀疑。”当年，中国大陸官方媒体制作的《河殇》更直接表达了对西方文明的向往，被视为全盘否定中国及中华文明的典型。
1989年，中国人民解放军以武力清场结束六四天安門事件后，要求实现“资产阶级自由化”、“全盘西化”的党内民主派和知识分子被全面压制。而随着时代变迁、中国大陸经济腾飞，到2010年时，中国大陸已超越日本成为继美国之后的全球第二大经济体。国家实力的提升，使得对中国大陆民众可能因经济差距巨大而倒向“西方怀抱”的担忧被销解。而中国大陸社会在1990年代开始自主构建的新民族主义认知业已完成。中国共产党和中华人民共和国政府的社会主义制度合法性得以稳固。在此背景下，政府获得民众较高支持。2010年突尼斯的茉莉花革命开启阿拉伯之春，引发政权更迭，而次年中国茉莉花革命却未能触动中国大陸政体。之后中共中央总书记习近平提出的“道路自信、理论自信、制度自信”亦被政府所标榜。

## 关于香港
根據香港大學民意研究計劃，香港在1997年回归后至2006年，中國人的身份認同曾有緩慢上升的趨勢，這可歸因於香港主權移交以無衝突的形式完成，象徵「一國兩制」成功落實、中國申辦奧運成功、香港回歸初期經濟不景氣、中國大陸經濟發展篷勃等因素。然而在2008年北京奥运会结束以后，香港人对于中国大陆（即中华人民共和国）的政治、文化认同開始下降，因中国大陆发生2008年中国奶制品污染事件、汶川大地震捐款流向疑云、郭美美红十字会事件、2010年廣州撐粵語行動、阻撓劉曉波領獎事件、打壓其他維權人士、中港矛盾等事宜而“离心离德”。2012年习近平出任中共中央总书记后，中央政府和香港民众在行政长官普选问题上的对立进一步加剧，导致2014年爆发雨伞革命。其后，香港本土派全面崛起，香港獨立運動势大。一国两制成为香港民众反对的对象，其在香港已失败的观点不断被宣扬，中国大陆舆论亦有认同，而中华人民共和国政府始终坚持它是在香港已获得成功的政治制度。
此前，因中央政府的五十年不變方针已衍生出2047年香港前途問題的假设。另一方面，对中华人民共和国政府抱有政治认同、认同民族主义的大陆民众，已因陆港矛盾与香港民众长期处于对立面。在此背景下，认为香港应与大陆融合，推行一国一制的观点出现。2013年12月，香港人優先制造了香港独立派与解放军驻港部队之间的首次冲突，中华人民共和国方面视之为香港独立运动的标志事件。中国大陆舆论要求严惩与解放军冲突者。其中即有改香港为市或省、废除特别行政区地位的观点。2016年，香港作家屈颖妍曾向时任全国人大常委会委员长张德江去信，提出期待在香港实行“一国一制”。5月下旬，张德江访港期间，他在18日晚间举办的香港各界欢迎晚宴上表态，要尊重“一国两制”和基本法，不应对“一国两制”产生怀疑、动摇甚至否定，但此番表态未涉及“一国一制”。
2017年，香港城市大学法律学院副院长林峰所撰文章在回答2047年香港前途問題时，指仅法律制度而言，2047年实行“一国一制”是可能的，但他认为继续实施“一国两制”是中央政府更理性的选择。清华大学法学院院长王振民则在著作中，对香港未来为“一国一制”或独立的观点进行批驳，认为皆是错误认知。同年5月，时全国政协社会和法制委员会副主任的香港政治人物谭耀宗接受吴小莉采访时，提及香港若经济、政治失败，一国两制终结后的最终出路。指香港在独立无望，最后只有回到非香港人所企望的一国一制，定位为中国的一个城市。
2019年6月，反對逃犯條例修訂草案運動爆发，成为香港和大陆社会舆论的焦点。在香港推行“一国一制”，是为外界认为的中华人民共和国政府结束反送中运动的方案之一。具体方式是取消香港的特别行政区地位，成立香港直辖市。中央政府全面接管香港，行政上实行大陆现有的地方行政架构（党委、人大、政府、政协）。外界亦有推测认为中央政府会通过由大陆向香港移民，改变香港人口成分，以及鼓励香港年轻人融入大湾区的方式，实现2047年后平稳过渡至“一国一制”。
面对结束香港“一国两制”、推行“一国一制”的呼声和推演，中华人民共和国中央政府并无反应。大陆官方媒体《环球时报》总编辑胡锡进曾表示反对，他认为强行推行“一国一制”，将是香港社会的一场革命，所付出的代价和风险与维持“一国两制”不可同日而语。7月26日，胡锡进再度发文——《我们有这么强大的国家机器，为何治不了一小撮香港暴徒？》，表达反对。他认为中央政府不应直接出面平定香港乱局，结束反送中运动，承担破坏“一国两制”的罪名。8月27日，《环球时报》发表社评，针对社会舆论，表达维护香港一国两制、高度自治的态度。社评指香港实行“‘一国一制’在当前是完全不现实的，中国内地没有直接治理香港的政治和法律资源，如果取消香港高度自治，香港的整个社会运行逻辑都需改写。那将意味着巨大的治理风险，包括香港很可能失去国际金融中心地位，而这些风险不符合中国的国家利益”。同时认为中国网络舆论中，在香港推行一国一制的观点“在内地决无真正的民意基础，互联网上有时会看到这样的话，但它们大多是针对香港发生极端事件时的气话。”
曾經任職《南華早報》副總編輯的媒體人林和立及香港城市大學政治學退休教授鄭宇碩都認為「一國兩制」已越來越有名無實。林和立在接受美國之音的專訪時稱，在最初幾年，北京還是有尊重香港自治的，但是過了五、六年後，「北京就慢慢把重點放在『一國』，『兩制』方面的分量越來越少。」，而過去20年，包括銅鑼灣書店事件等事件，都令香港人對北京政府由當初的信任變得步步生疑。林認為對於一國兩制的前景「港人是比較悲觀的，因為北京並沒有很完整的推行一國兩制，很多對於香港民主化的承諾沒有兌現。所以不少人覺得2047年就是30年以後，有可能香港會變成普通的一個中國的城市。」
2020年5月28日，第十三届全国人大三次会议通过《涉港决定》，预备实行香港版《中华人民共和国国家安全法》。虽然，中国方面认为此举認符合一國兩制，但包括英國、美國、歐盟、加拿大、澳洲、紐西蘭的政府都發表聲明，指中國全国人大越過香港立法機關替香港立法，損害《中英聯合聲明》訂立的一國兩制原則。而包括伊朗、北韓、俄羅斯發表聲明，表態支持中國政府通過加強法律維護秩序，確保香港穩定。朝鮮民主主義人民共和國官方《朝鮮中央通訊社》引述朝鮮外務省發言人稱，香港有外來勢力陰謀破壞「社會主義國家的形象」。俄羅斯外長拉夫羅夫指，有關香港立法問題屬中國內政，批評美國對華施壓的言論是前所未有，是充分暴露其自我優越感及放肆任性。5月29日，美國總統特朗普召開記者會，指香港已經「一國兩制變一國一制」，決定取消《美國－香港政策法》基於《中英聯合聲明》給予香港與中國大陸區隔的特殊待遇，香港在金融、關稅及敏感科技出口，將會被視作中國內地看待。
英國首相鮑里斯·約翰遜在英國國會下議院表明新實施的《港區國安法》嚴重違反《中英聯合聲明》，中國政府明顯違背《中英聯合聲明》給予香港自治及維持自由的承諾。美國國務卿麥克·蓬佩奧發表聲明，指中國政府毀掉香港自治，將「一國兩制」變成「一國一制」，「中共承諾香港人民50年自由，卻只給他們23年」，顯示北京的承諾只是空頭支票，又提到《港區國安法》第三十八條還適用非香港居民在香港境外所犯的罪行，這可能也包括美國人，這是無恥的，將讓各國統一陣線。美國白宮國家安全會議發言人尤約特（John Ullyot）指出，北京現在視香港為「一國一制」，美國也必須如此。日本政府對北京強行實施《港區國安法》表達遺憾，並指中國形同將「一國兩制」承諾變成廢紙。《紐約時報》發表文章指出，中共總書記習近平透過「港區國安法」挫敗香港的民主運動，對各國的反對毫不在意，顯示他按照自己的獨裁方式重塑香港的決心。
2020年7月1日，国务院新闻办召开《港區國安法》記者會。会上，國務院港澳辦常務副主任張曉明就外媒批评北京搞「一國一制」回应称：若中央搞「一國一制」，「我們完全可以把中華人民共和國的刑法、刑事訴訟法、國家安全法等這些全國性法律直接適用於香港，何必費這麼大周章，為香港度身訂造一部國安法？」
2020年11月17日，國務院港澳辦常務副主任張曉明以视频形式，在香港律政司主辦的《香港基本法》頒布30週年法律高峰论坛上致辭时，就四名香港立法會民主派議員被撤銷資格一事发表评论。張曉明稱，這項決定代表著「反中亂港者出局已成為法律規範」，他還表示港人該認識到“中国共产党领导下的中国特色社会主义制度是香港资本主义制度长期不变的依托和保障”。有評論人士认为，張曉明的說法主要還是沒有內涵的政治口號，但還是反映著「『一國』凌駕『兩制』」的政局現實。

## 关于台湾
1980年代后，中华人民共和国政府为解决台湾问题，提出“和平统一、一国两制”。但这一方针，从未得到中华民国政府、主要政党和台湾社会的认同。企望台湾独立或维持台海分治现状，是为社会主流。香港回归，实行一国两制后，反一国两制也已成为许多港台两地民众的共识，2014年太陽花學運后，更促成港台共命运的舆论氛围，一如“今日香港，明日台湾”所表达的。另外一方面，中国大陆民众的对台好感在2010年代开始下降，反台与反台独情绪伴生。2010年代，大陆民间舆论对解决台湾问题的方式，由支持中华人民共和国政府主张的“和平统一、一国两制”，转向“武力统一、一国一制”。 有指，或以最终设置台湾省的方式，以实现一国一制。
2019年1月，中国共产党中央委员会总书记习近平提出《习五条》，重申“和平统一、一国两制”解决台湾问题。中国大陆学者针对习五条，认为“和平统一、一国两制”是台湾方面的优先选择，次为“武力统一、一国一制”。而台湾如何选择，要由台湾的综合实力与国际形势来决定。7月，解放军少將罗援撰文称，台湾方面如不接受一国两制，可在武力统一或和平统一台湾后，实行“一国一制”。亦有作者认为大陆民众认可的“武力统一、一国一制”，只是民粹观点，并无多大意义。
2019年6月反對逃犯條例修訂草案運動爆发后，直接冲击2020年台湾大选选情。最重要的两位参选人，民進黨蔡英文、國民黨韩国瑜相继表态反对一国两制。而面对另两位国民党籍参选人郭台铭、朱立伦反对一国两制的表态，中华人民共和国方面的国台办发言人安峰山在6月26日仅回应，“和平统一、一国两制”是中国大陆解决台湾问题的最佳方案。对于台湾大选参选人反对一国两制的风潮，大陆方面有文章，在大陆终将统一台湾的前提下，称：放弃‘两制’，等于默认‘一制’。7月，解放军少将罗援表示，如不接受一国两制，可在武力统一或和平统一台湾后，实行“一国一制””。
台灣人民民主黨領導人鄭村棋曾在政論節目中多次表示，支持社會主義一國一制，反對一國兩制。郑村棋稱，如果中国大陆真的能够致力于两岸无产阶级的解放，则支持统一，反之则不同意。
2022年8月，中华人民共和国政府发表第三份《台湾问题白皮书》。或认为白皮书提及台湾特别行政区，是将中华民国政府对台湾未来前途的选择，由「獨、統、維持現狀」「進一步轉移限縮到『一國兩制』或『一國一制』」。